# Veto (album)
Veto är det tyska melodisk death metal-bandet Heaven Shall Burns sjunde studioalbum, utgivet i april 2013 på Century Media Records och i Japan på Howling Bull i juni samma år. Den japanska utgåvan innehåller ett bonuslivealbum som spelades in i december 2012 i bandets hemstad Saalfeld.
Albumet är bandets sista med trummisen Matthias Voigt, som lämnade bandet kort efter inspelningarna.
Hansi Kürsch från Blind Guardian gästsjunger på "Valhalla", en cover på låten från hans bands andra studioalbum Follow the Blind. Till det spåret spelades det in en musikvideo, liksom till "Hunters Will Be Hunted".

## Låtlista
1. "Godiva" – 4:19
2. "Land of the Upright Ones" – 4:08
3. "Die Stürme rufen dich" – 3:59
4. "Fallen" – 4:29
5. "Hunters Will Be Hunted" – 5:59
6. "You Will Be Godless" – 3:10
7. "Valhalla" (Blind Guardian-cover) – 5:29
8. "Antagonized" – 3:33
9. "Like Gods Among Mortals" – 4:20
10. "53 Nations" – 4:06
11. "Beyond Redemption" – 5:46

Bonusspår på den japanska utgåvan
1. "European Super State" (Killing Joke-cover) – 4:30
2. "River Runs Red" (Life of Agony-cover) – 1:51

## Medverkande
Musiker
- Marcus Bischoff – sång
- Maik Weichert – gitarr
- Alexander Dietz – gitarr
- Eric Bischoff – basgitarr
- Matthias Voigt – trummor

Bidragande musiker
- Rob Franssen – bakgrundssång, körsång
- Dan Wilding – slagverk, trummor
- Dominik Stammen – bakgrundssång, körsång
- Patrick W. Engel – basgitarr, gitarr, körsång
- Ralf Klein – gitarr, körsång
- Alexander Kopp – gitarr, körsång
- Benjamin Mahnert – körsång
- René Liedtke – gitarr, körsång
- Katharina Radig – sång, körsång
- Hansi Kürsch – sång, körsång

Produktion
- Alexander Dietz – producent, inspelningstekniker
- Maik Weichert	– producent
- Tue Madsen – trumtekniker, mixning, mastering
- Patrick Wittstock – design, layout